# コロンバス美術館
コロンバス美術館（コロンバスびじゅつかん、Columbus Museum of Art）は米国オハイオ州コロンバスにある私立美術館である。

## 沿革
1878年に設立されたColumbus Gallery of Fine Artsが前身。1931年に本館が完成しフェルディナンド・ハウォルドとフレデリック・Ｗ・シューマッハーの両コレクションの展覧会で開館した。後に両コレクションは後に美術館の主要なコレクションとなる。さらに1990年にはハワード・シラク博士と妻バベットによるシラク・コレクションが加わる。これらのコレクションにより同美術館は19世紀半ばから20世紀半ばにかけてのヨーロッパおよびアメリカの作品を多く所蔵する美術館となった。1992年には建物自体がアメリカ合衆国国家歴史登録財に指定された。 博物館は毎日午前 10 時から午後 5 時まで開館しています。および木曜日の午前 10 時から午後 9 時まで。月曜日を除く。

## コレクション
フランスの印象派やドイツ表現派、キュビズム、イタリア・ルネッサンス美術、アメリカ芸術、コンテンポラリー・アート等幅広いコレクションを所蔵。また、写真のコレクションも名高い。彫刻庭園もあり、建物の周りにはヘンリー・ムーア等の彫刻が配置されている。

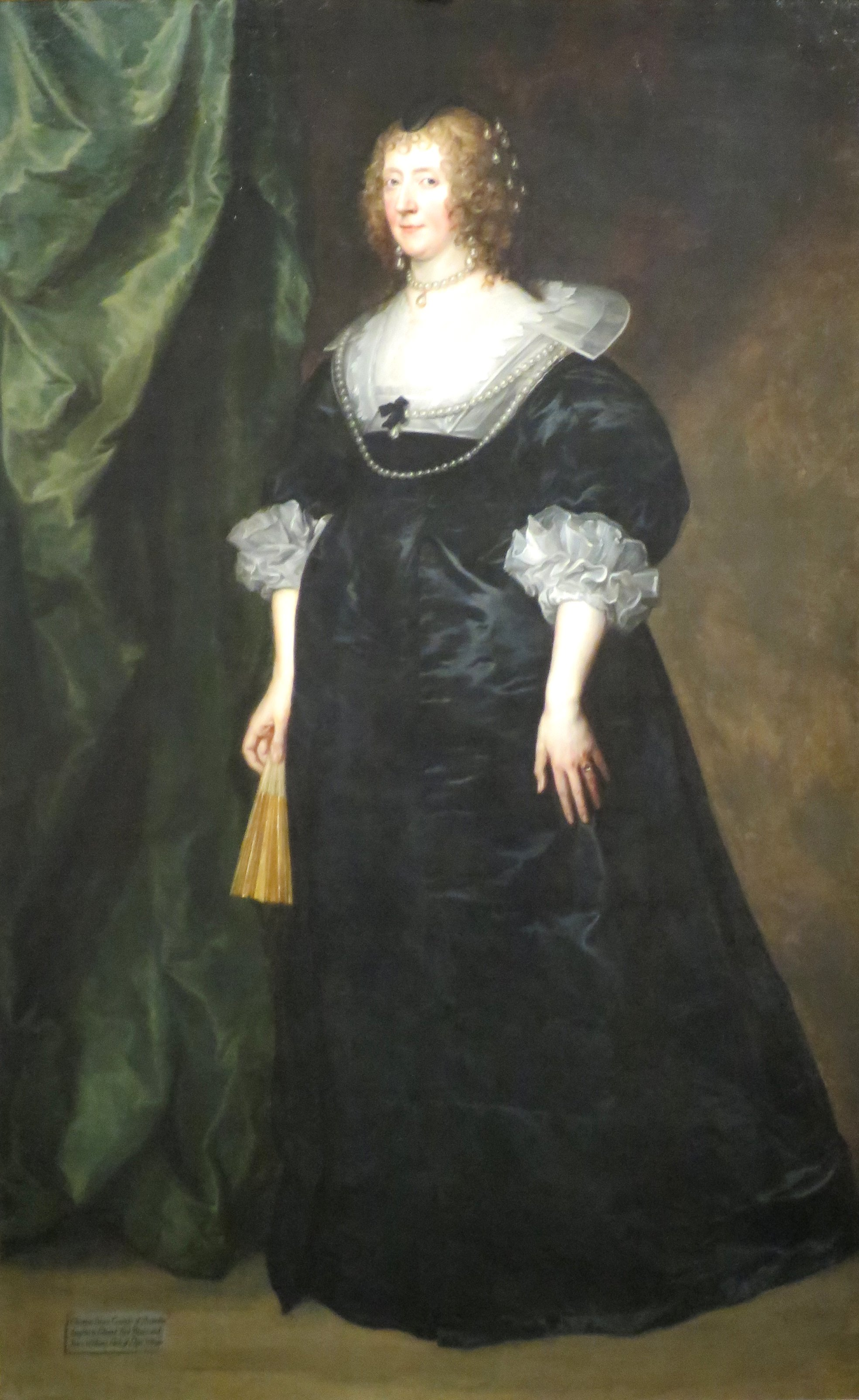
アンソニー・ヴァン・ダイク Christian Bruce, 1635
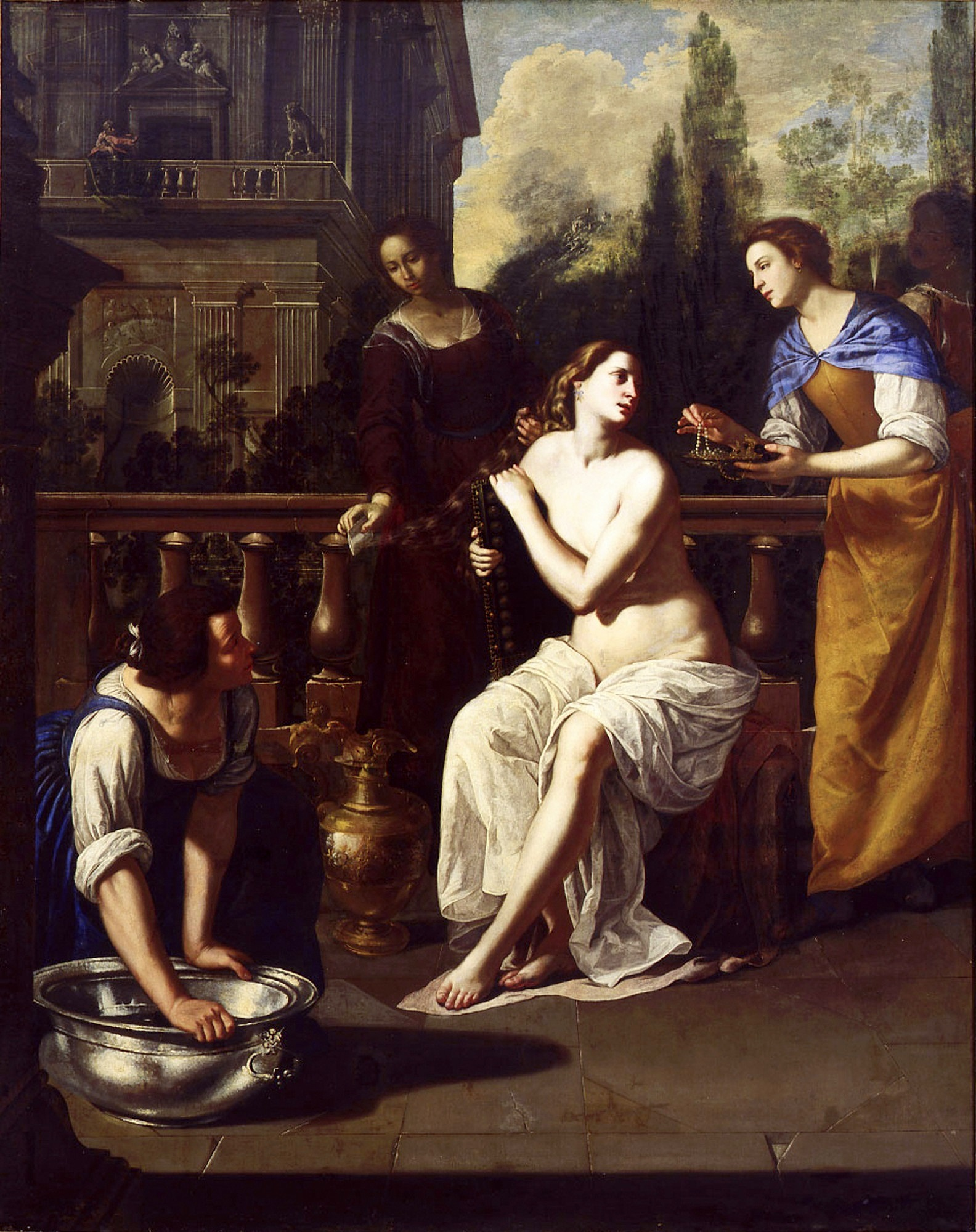
アルテミジア・ジェンティレスキ David and Bathsheba, c. 1610-1675
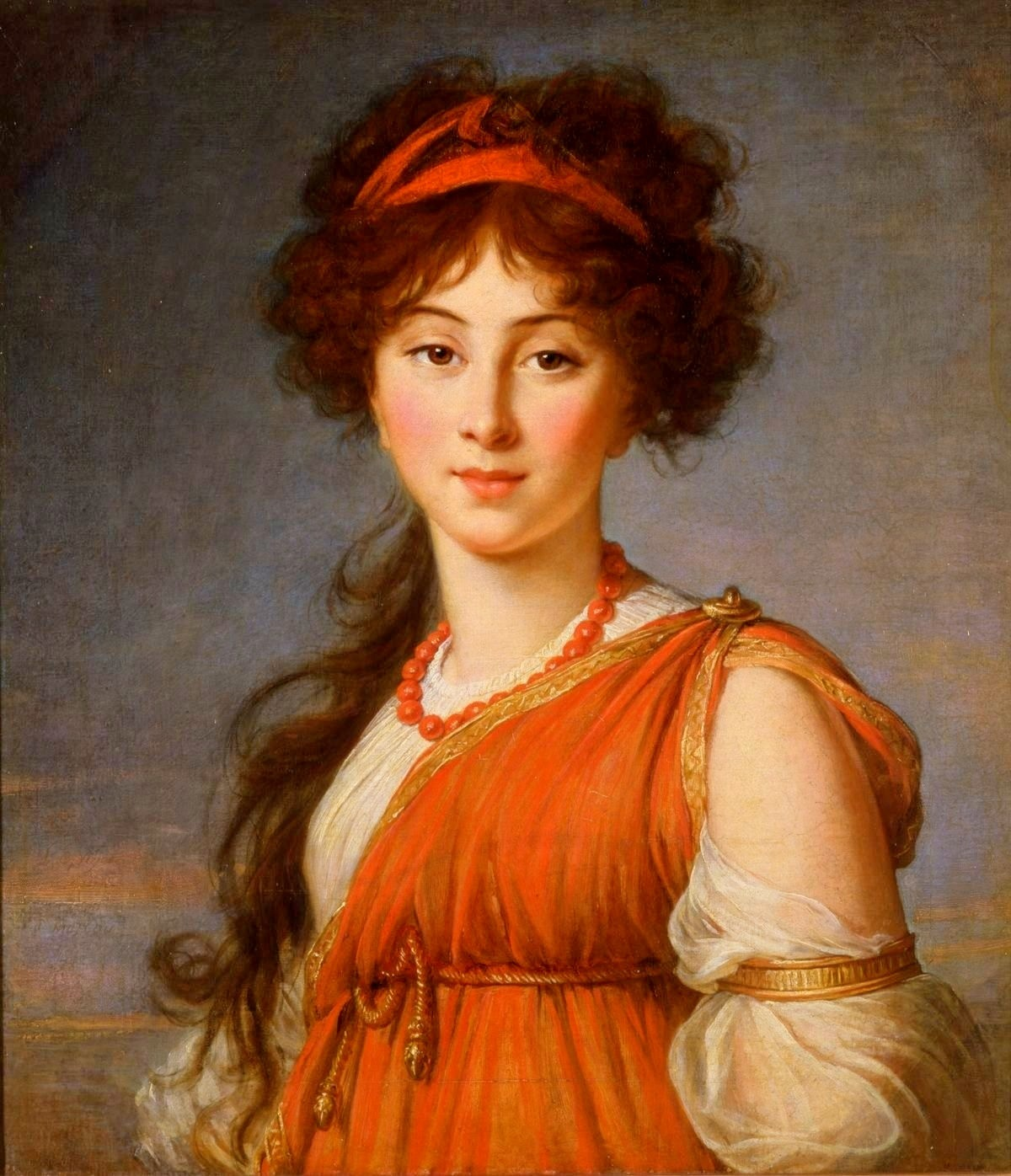
エリザベート＝ルイーズ・ヴィジェ＝ルブラン Varvara Naryshkina, 1800
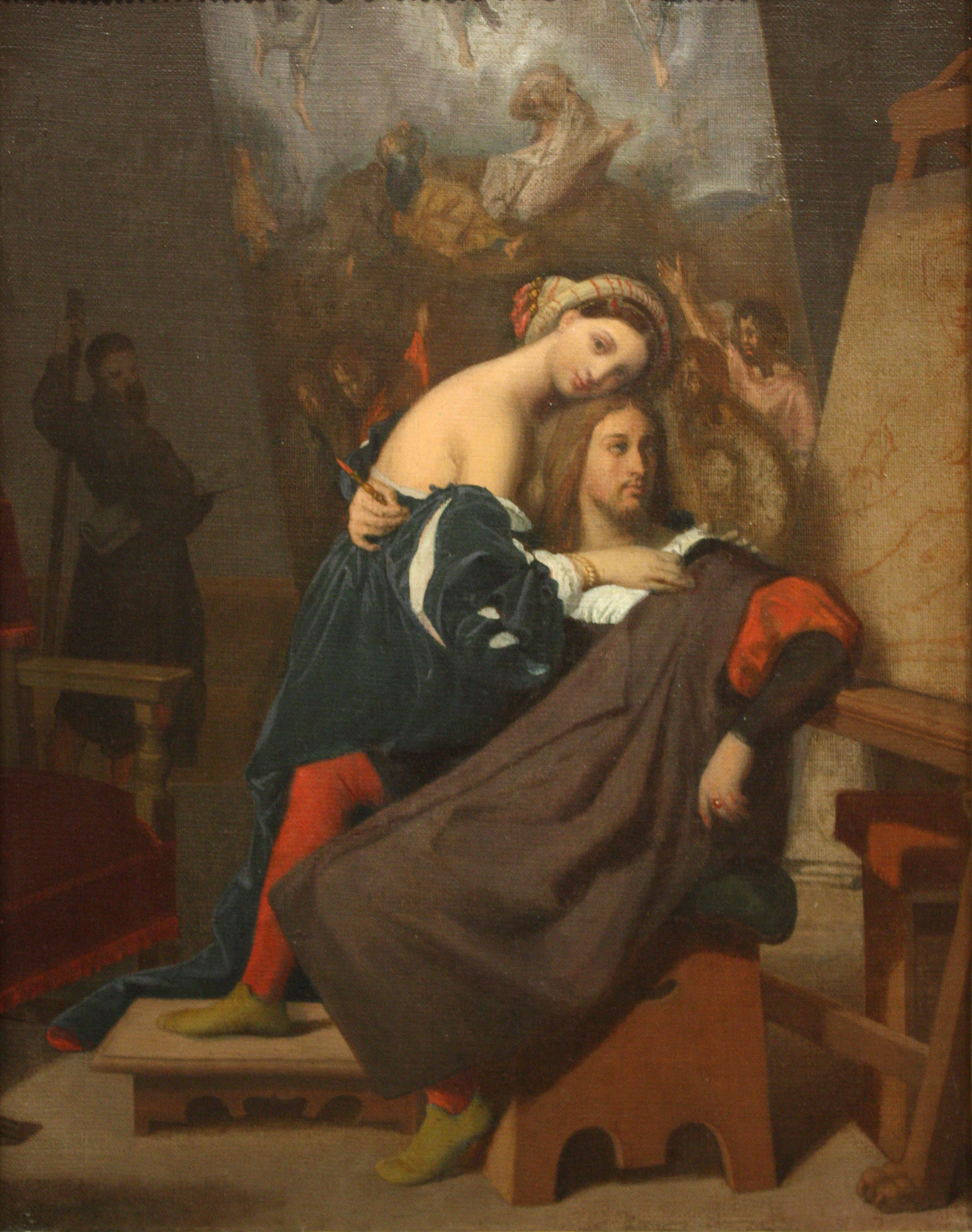
ドミニク・アングル Raphael and the Baker's Daughter, 1840
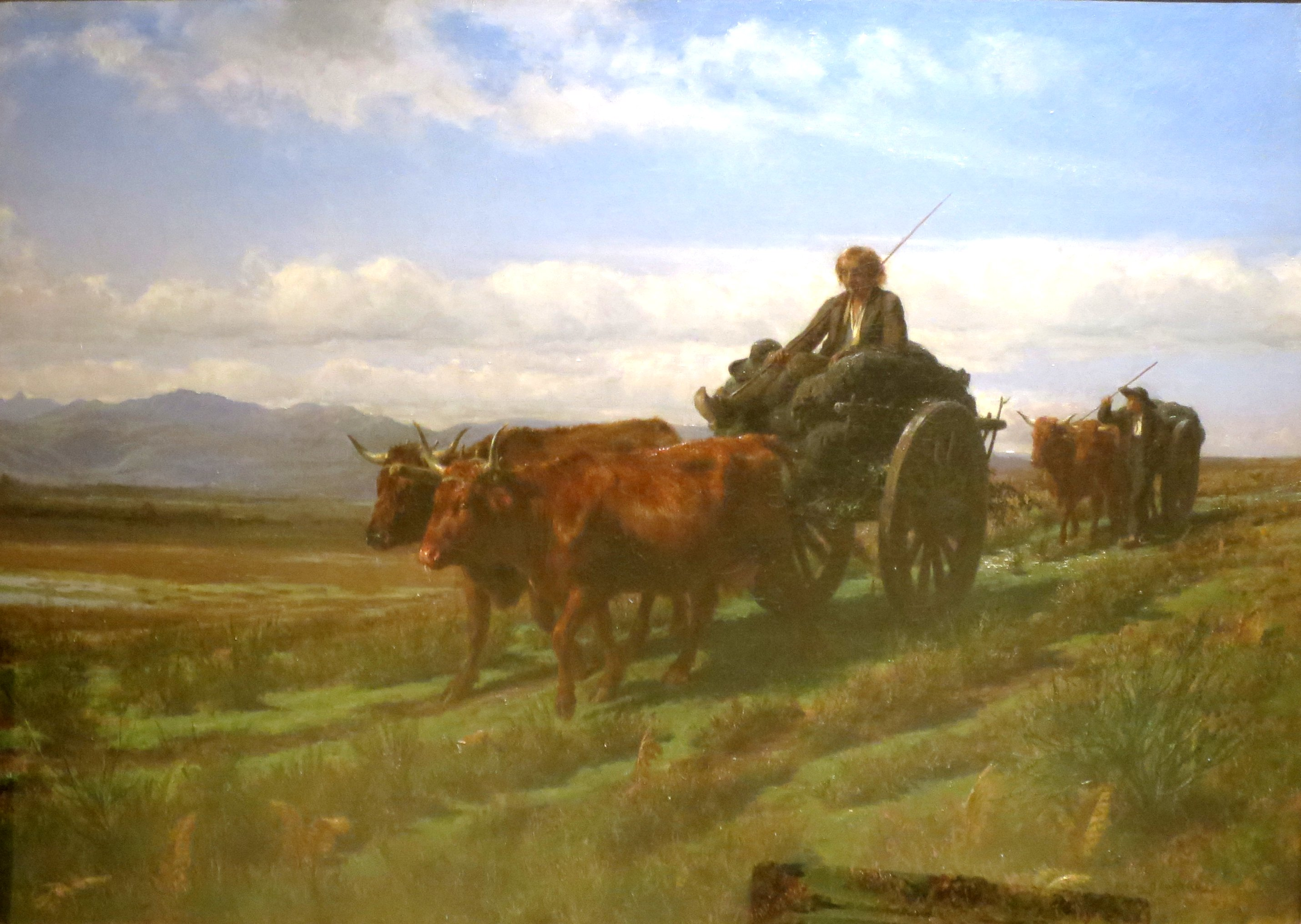
ローザ・ボヌール The Coal Carriers, 1851
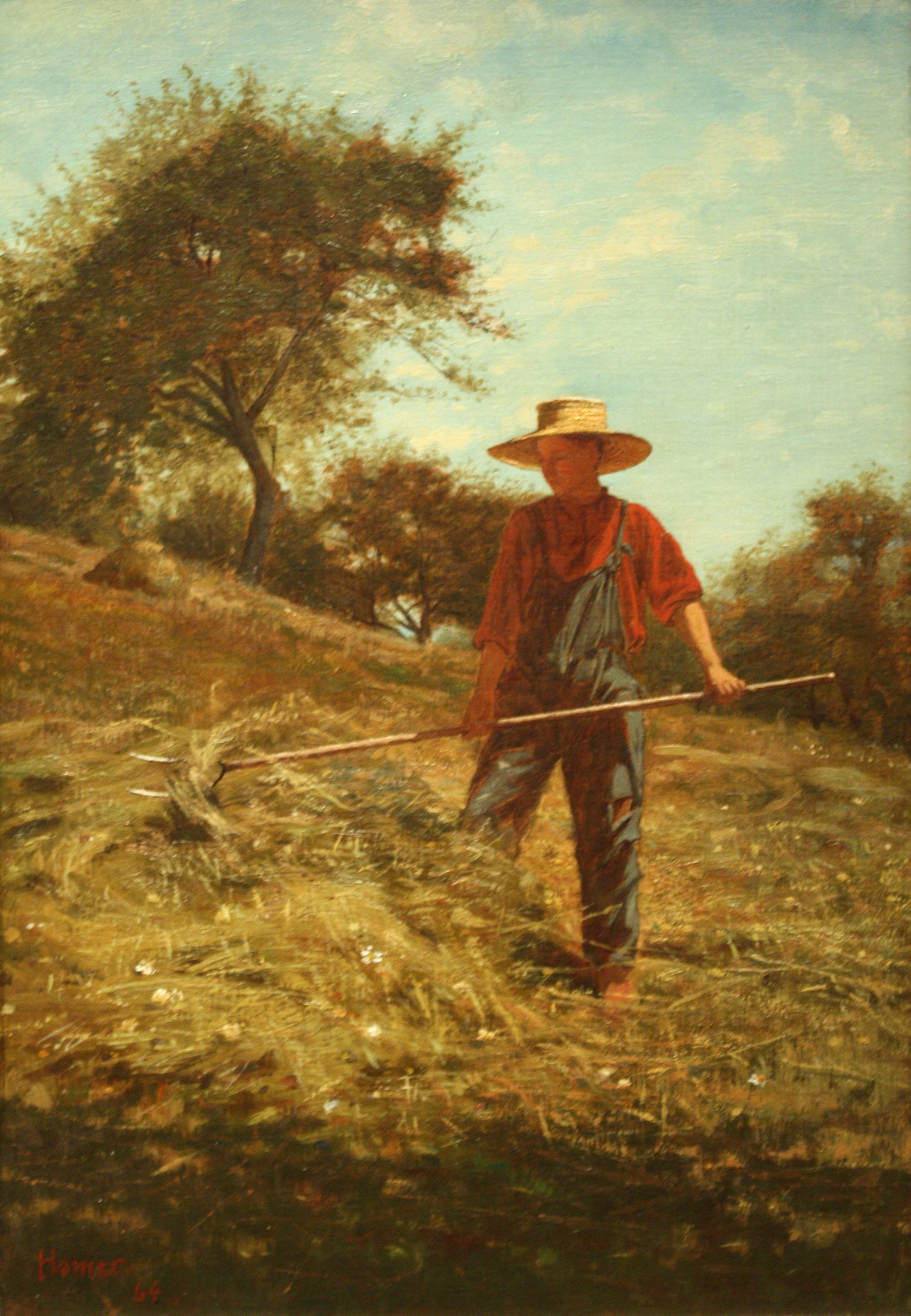
ウィンスロー・ホーマー Haymaking, 1864
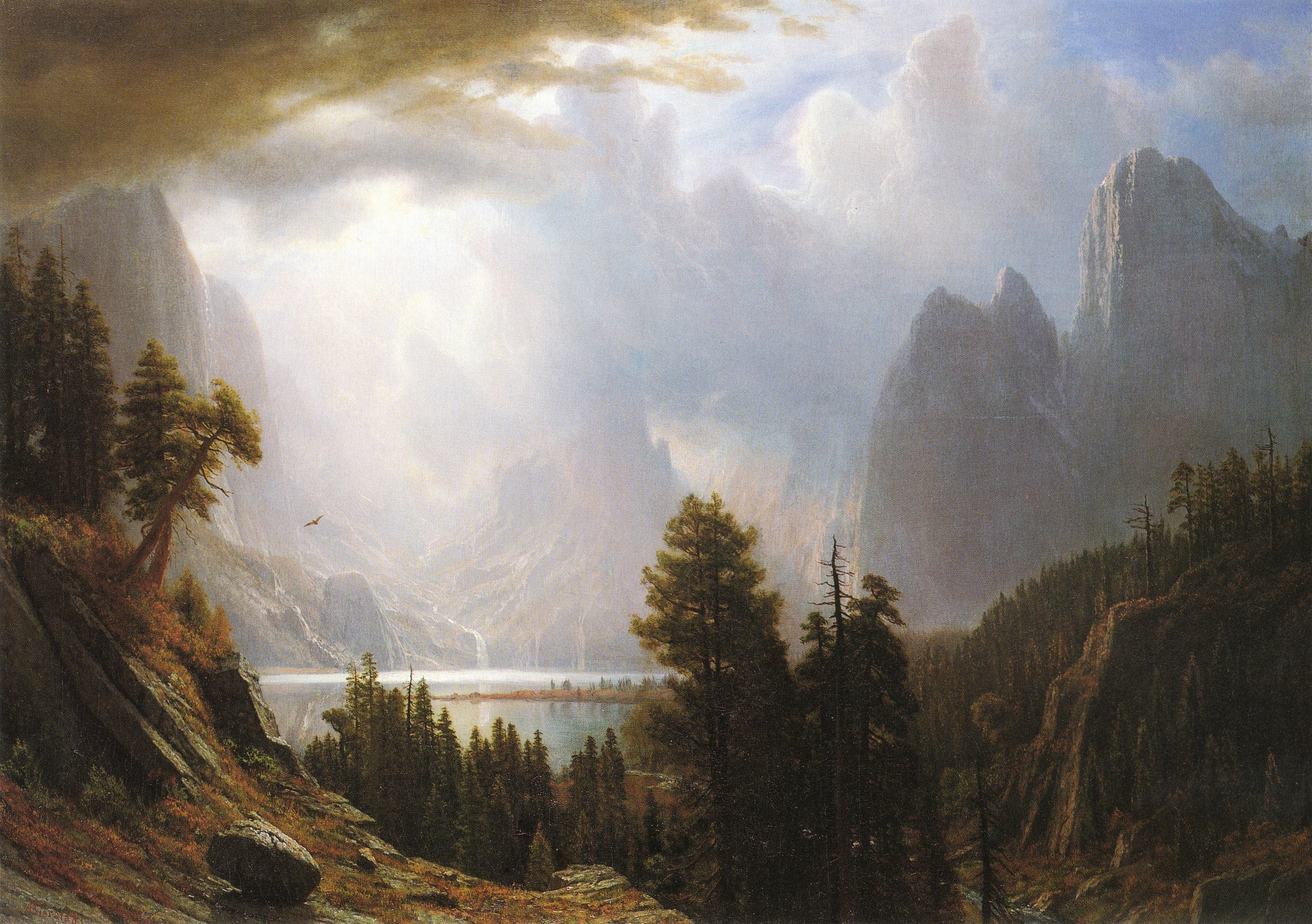
アルバート・ビアスタット Landscape, c. 1867-1869
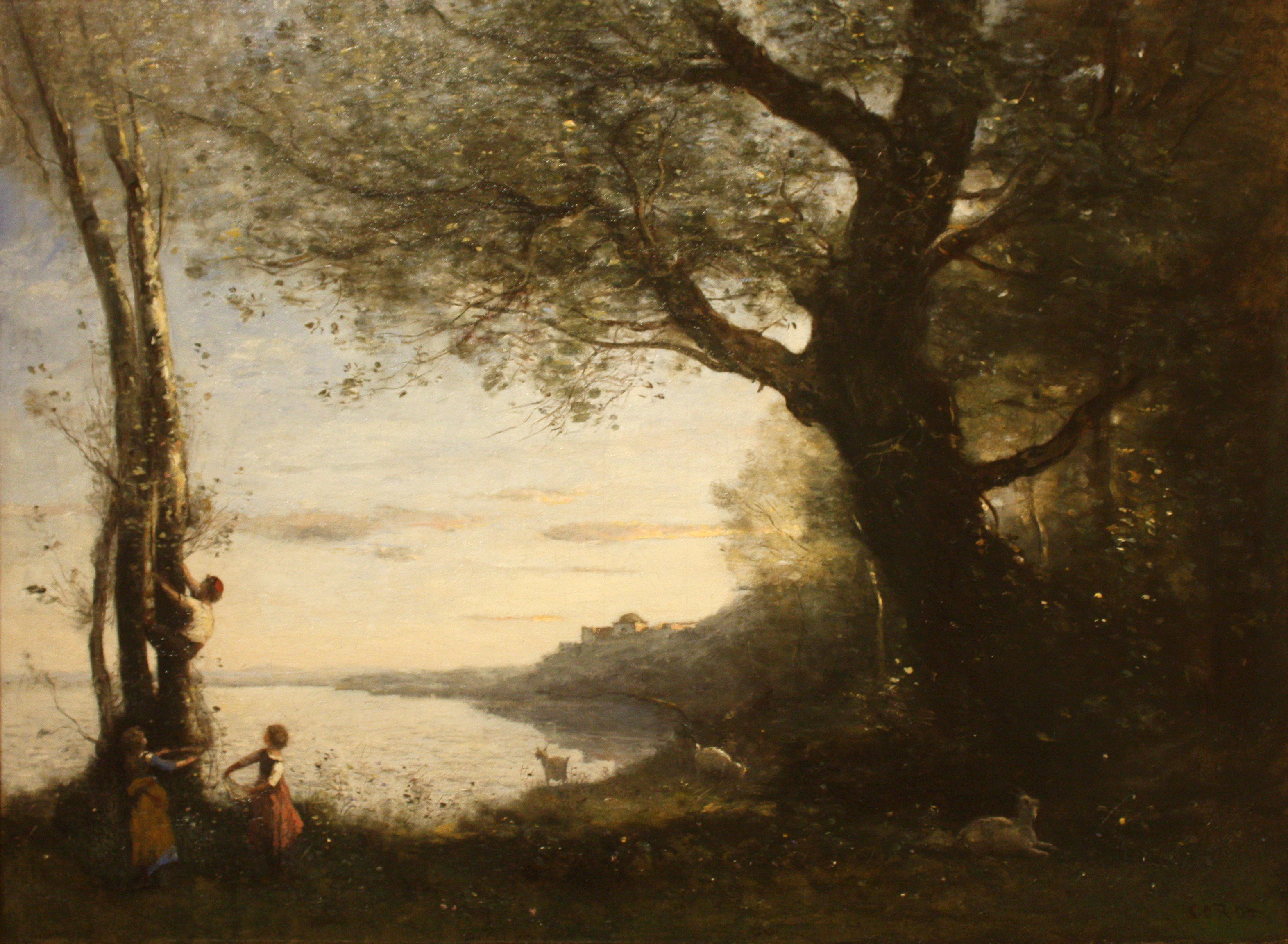
カミーユ・コロー The Little Bird Nesters, 1873
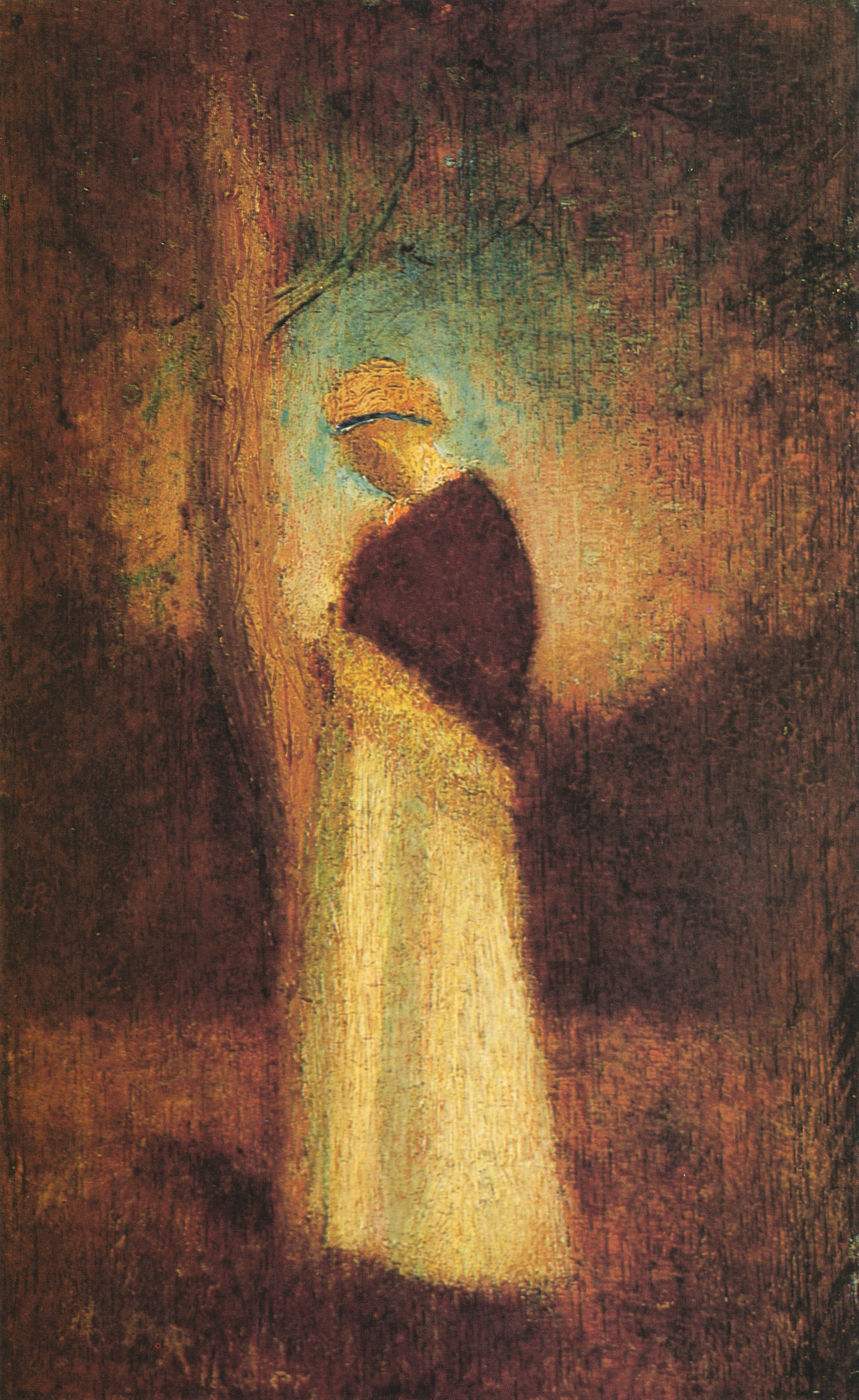
アルバート・ピンカム・ライダー Spirit of Autumn, 1875
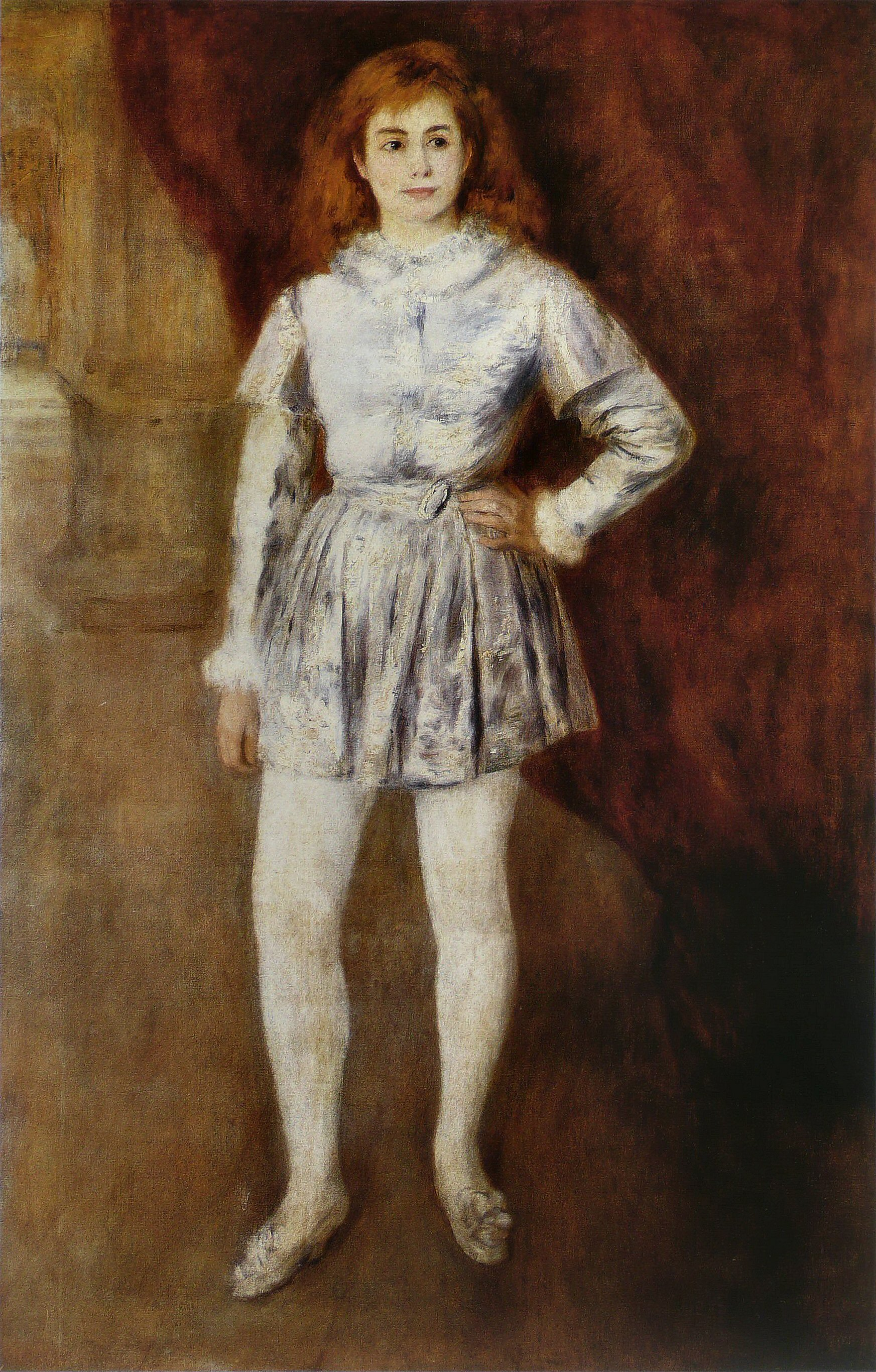
ピエール＝オーギュスト・ルノワール Madame Henriot 'en travesti' (The Page), 1875–76
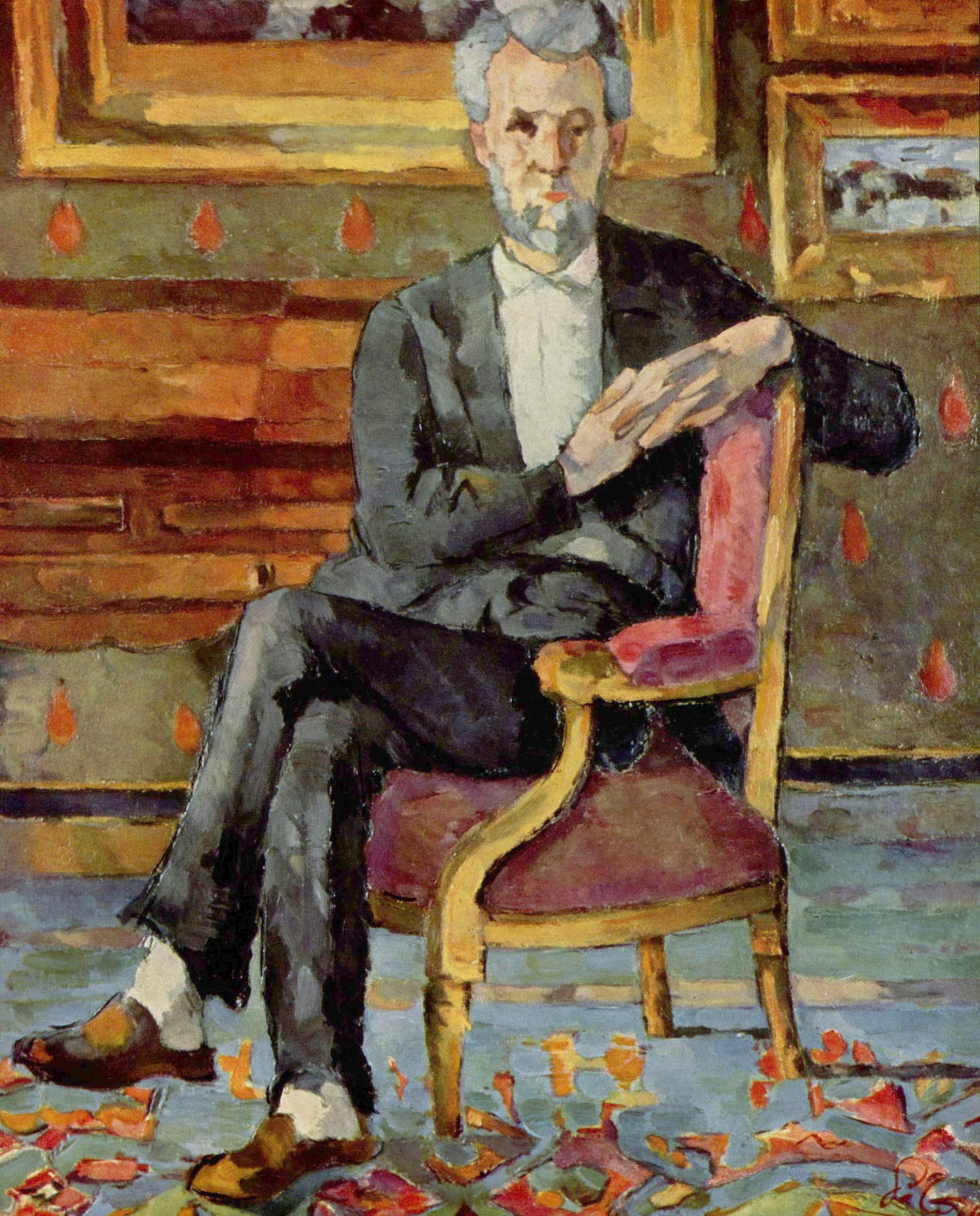
ポール・セザンヌ portrait of Victor Chocquet, 1877
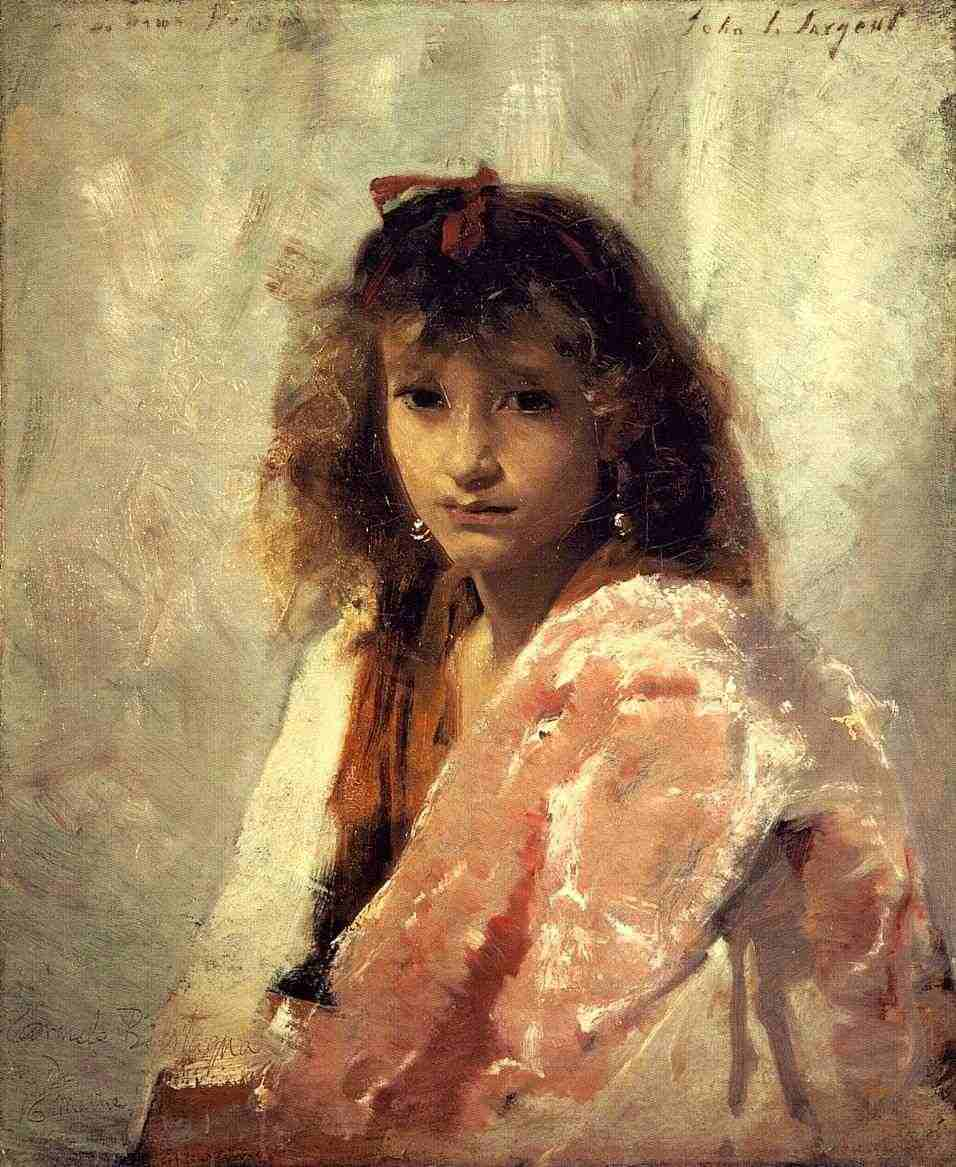
ジョン・シンガー・サージェント Carmela Bertagna Oil on canvas, 1879
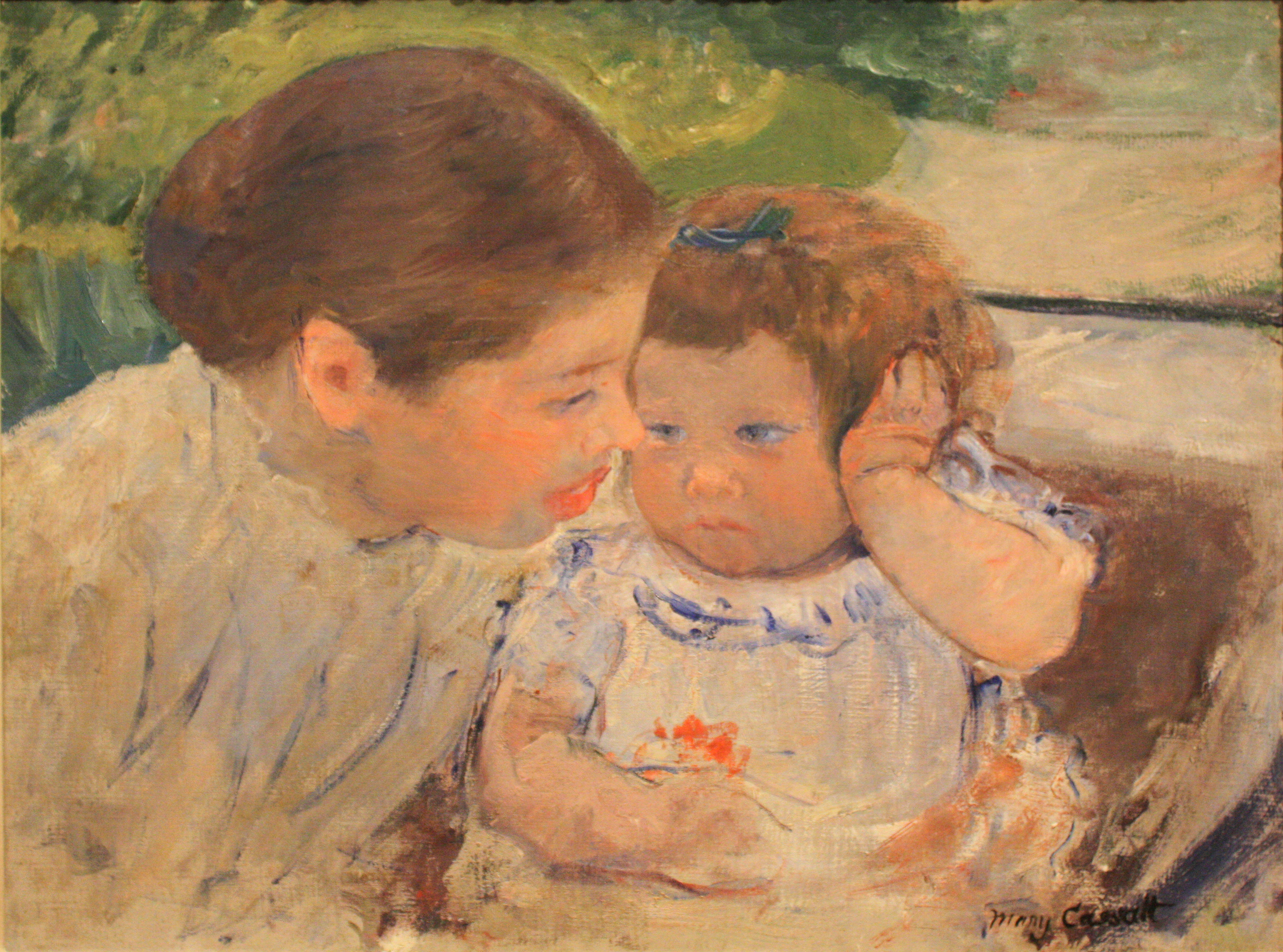
メアリー・カサット Susan Comforting the Baby No. 1, c. 1881
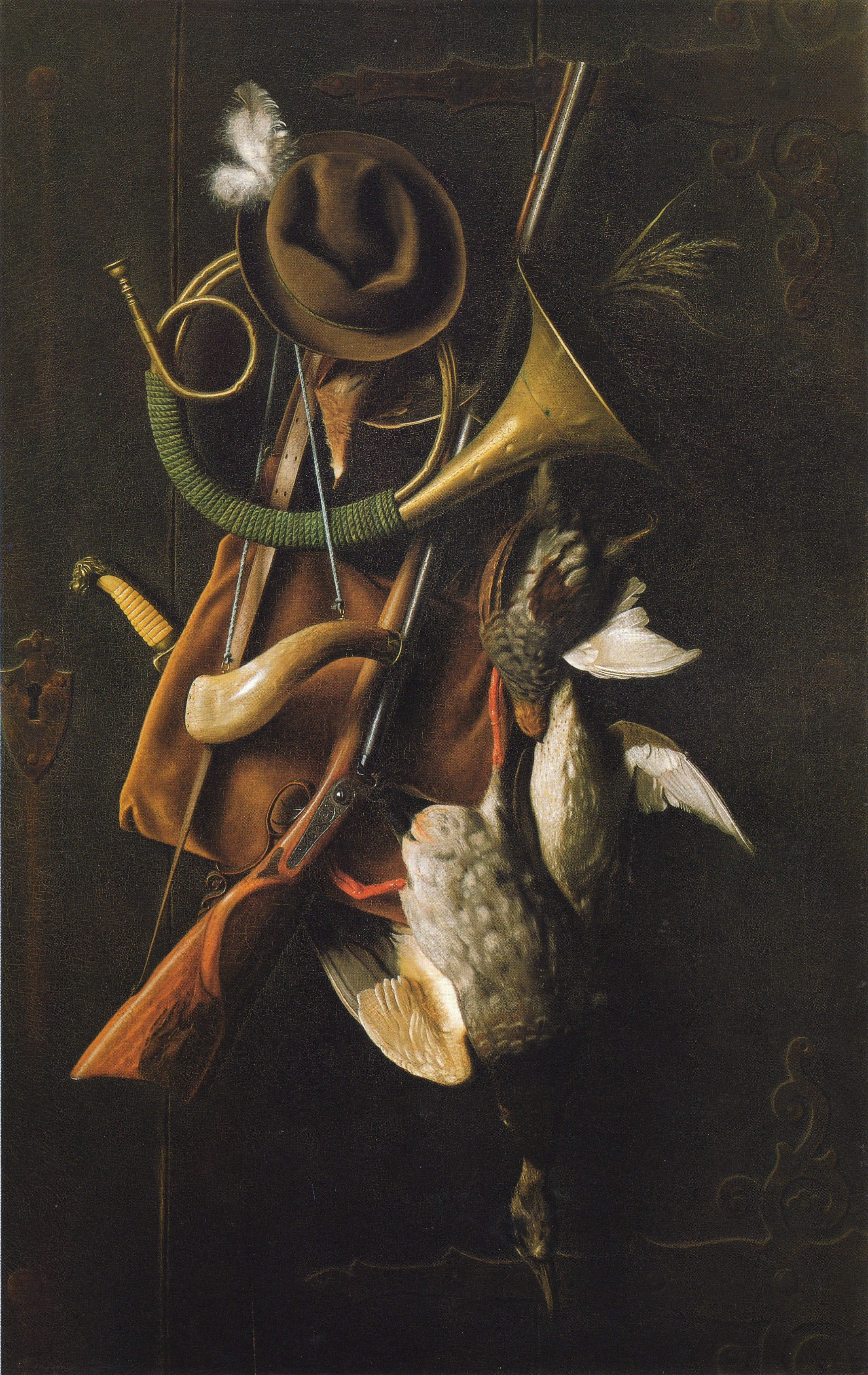
ウィリアム・ハーネット After the Hunt, 1883
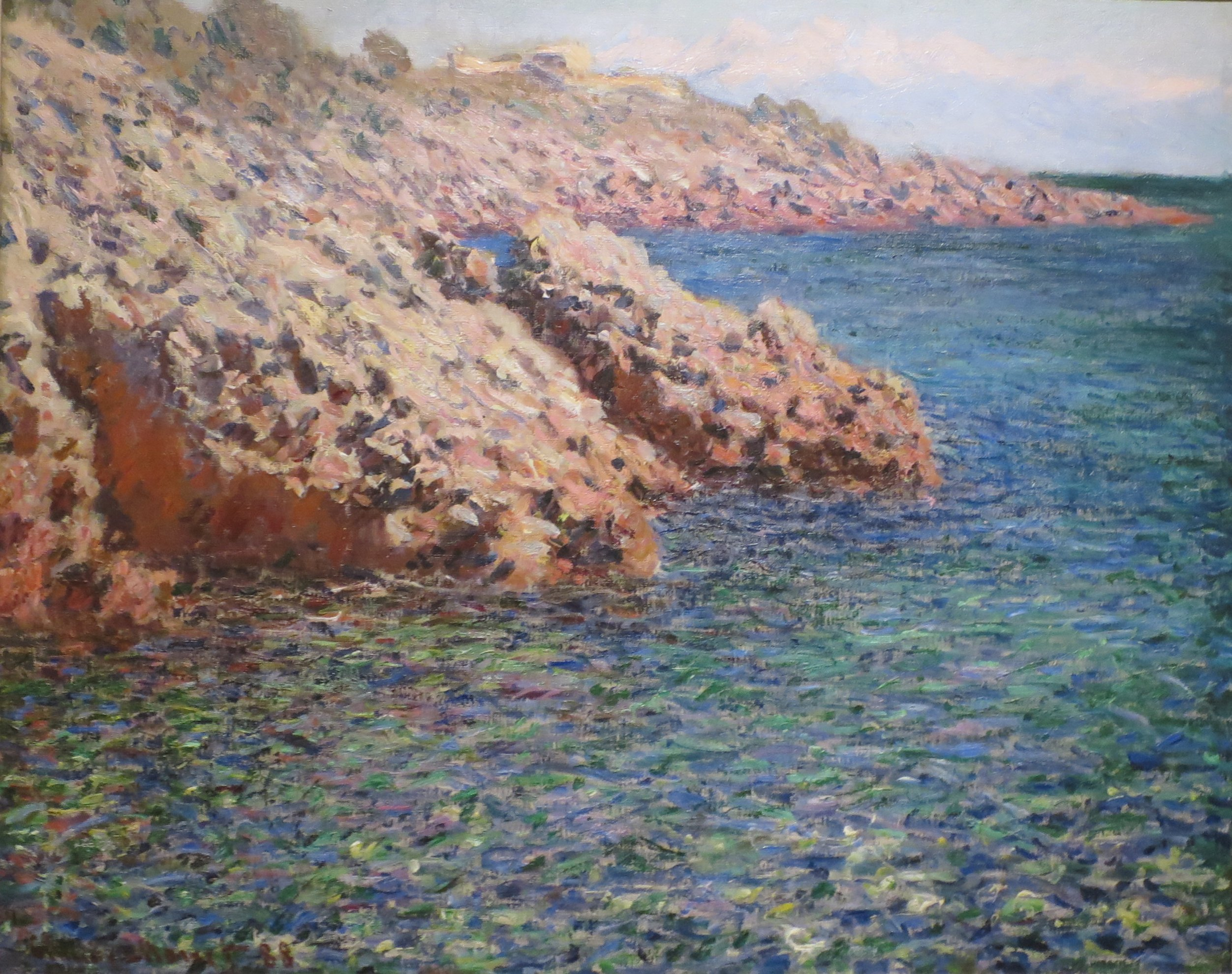
クロード・モネ The Mediterranean (Cap d'Antibes), 1888
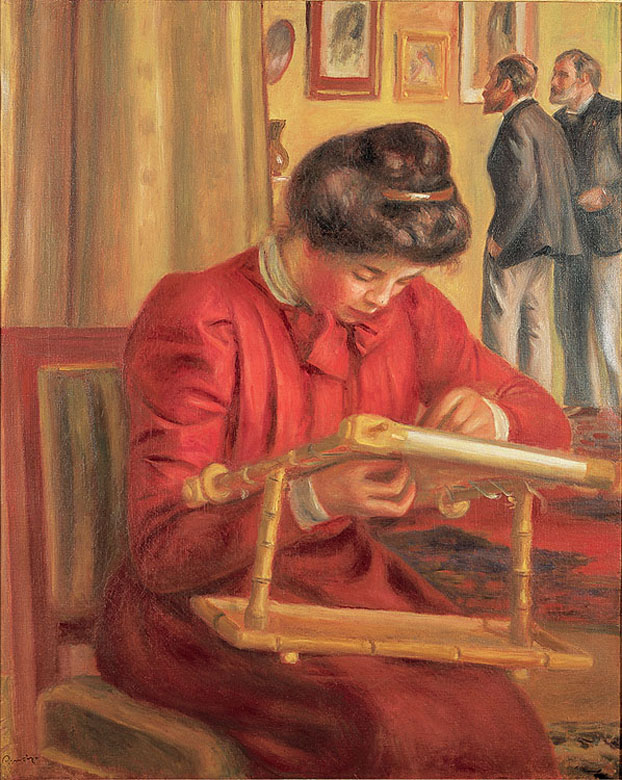
ピエール＝オーギュスト・ルノワール Christine Lerolle Embroidering, c. 1895
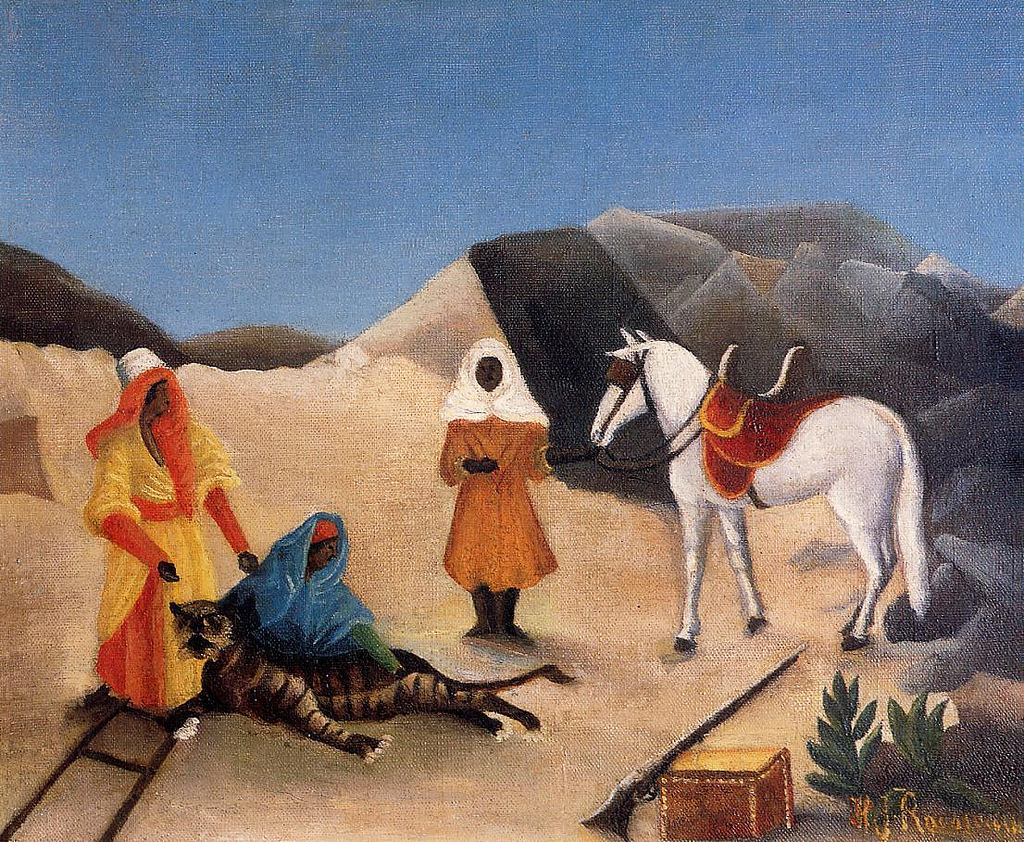
アンリ・ルソー Tiger Hunt, c. 1895
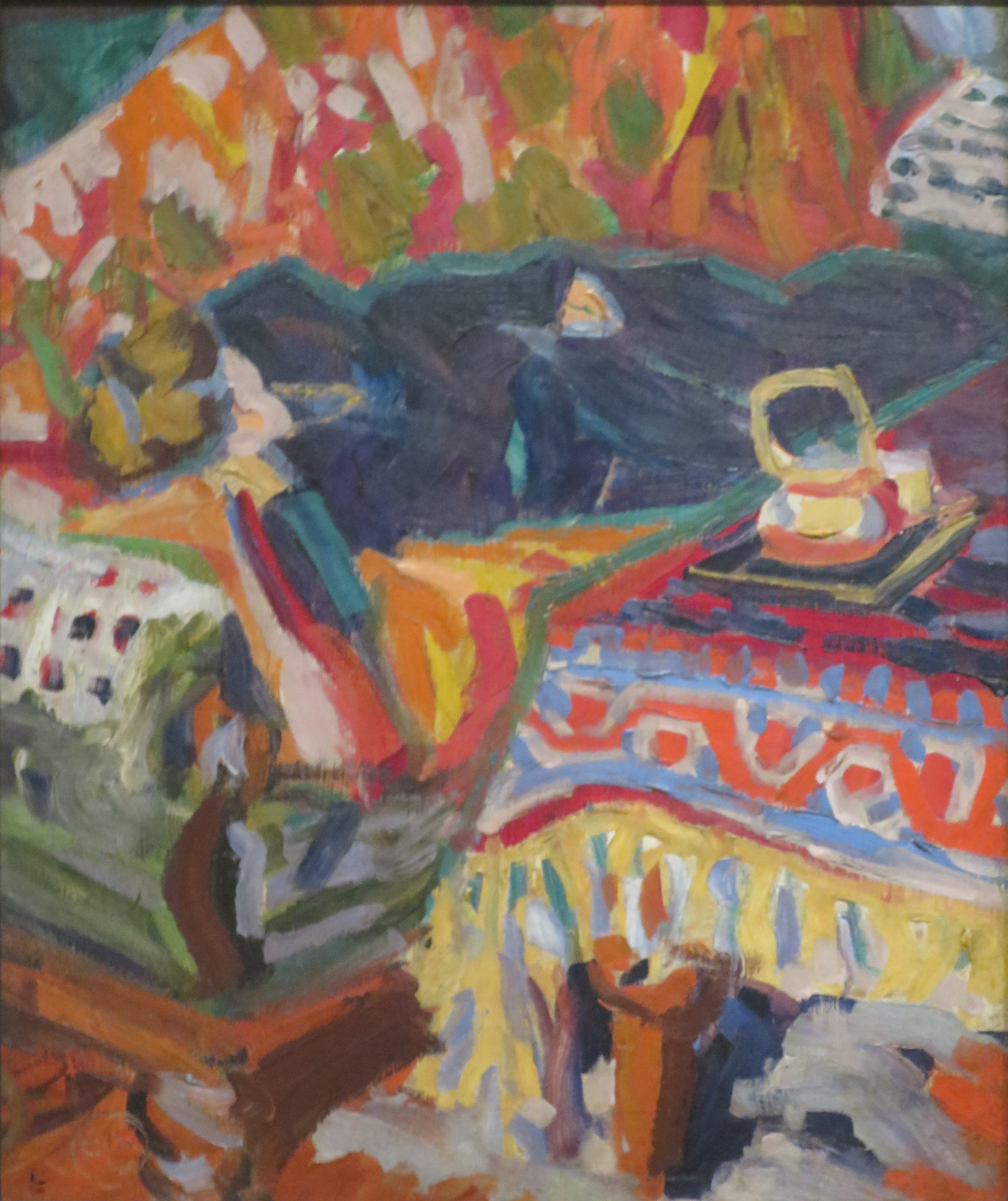
エルンスト・ルートヴィヒ・キルヒナー Girl Asleep, 1905–06
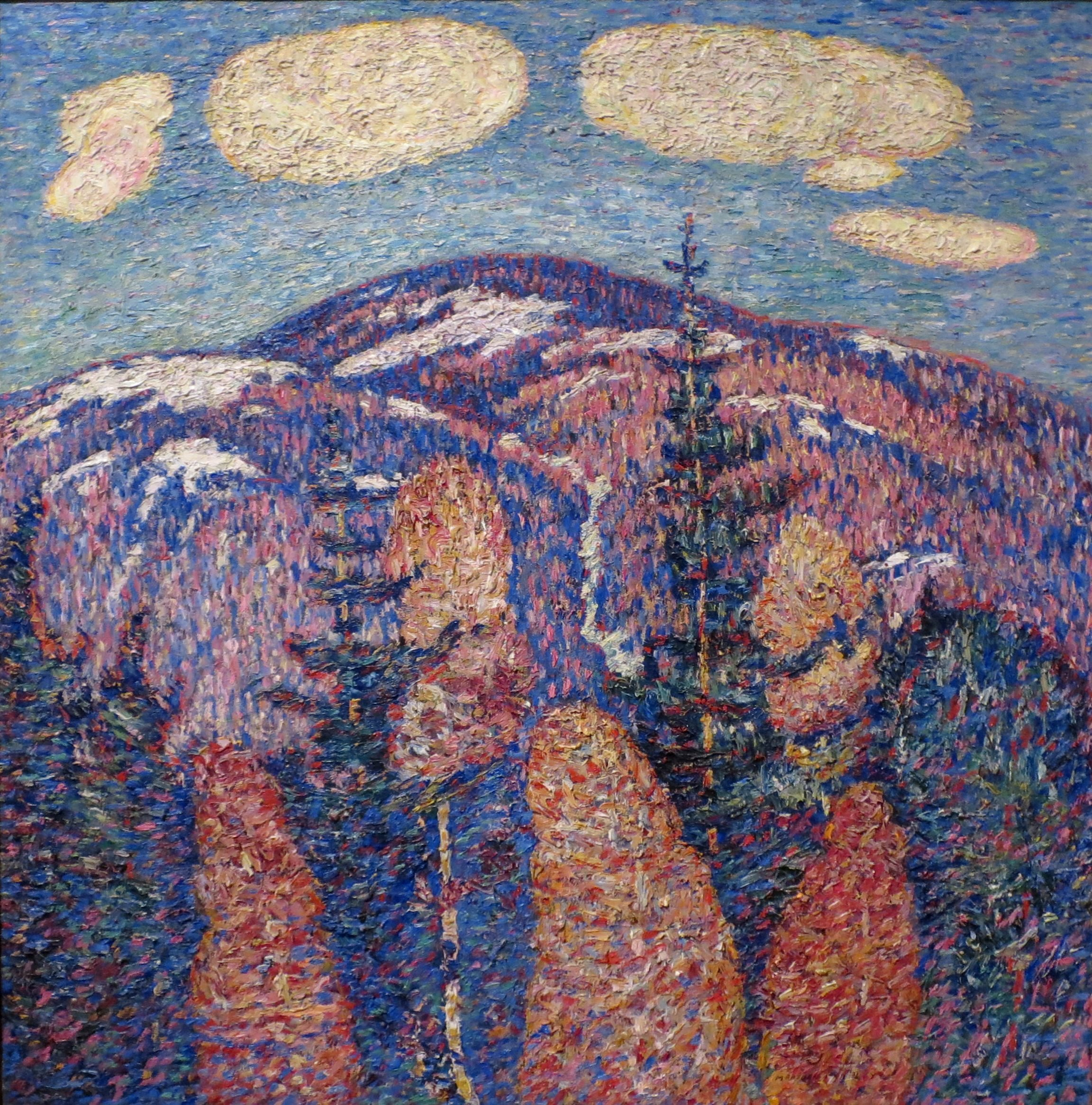
マースデン・ハートレー Cosmos,1908–09
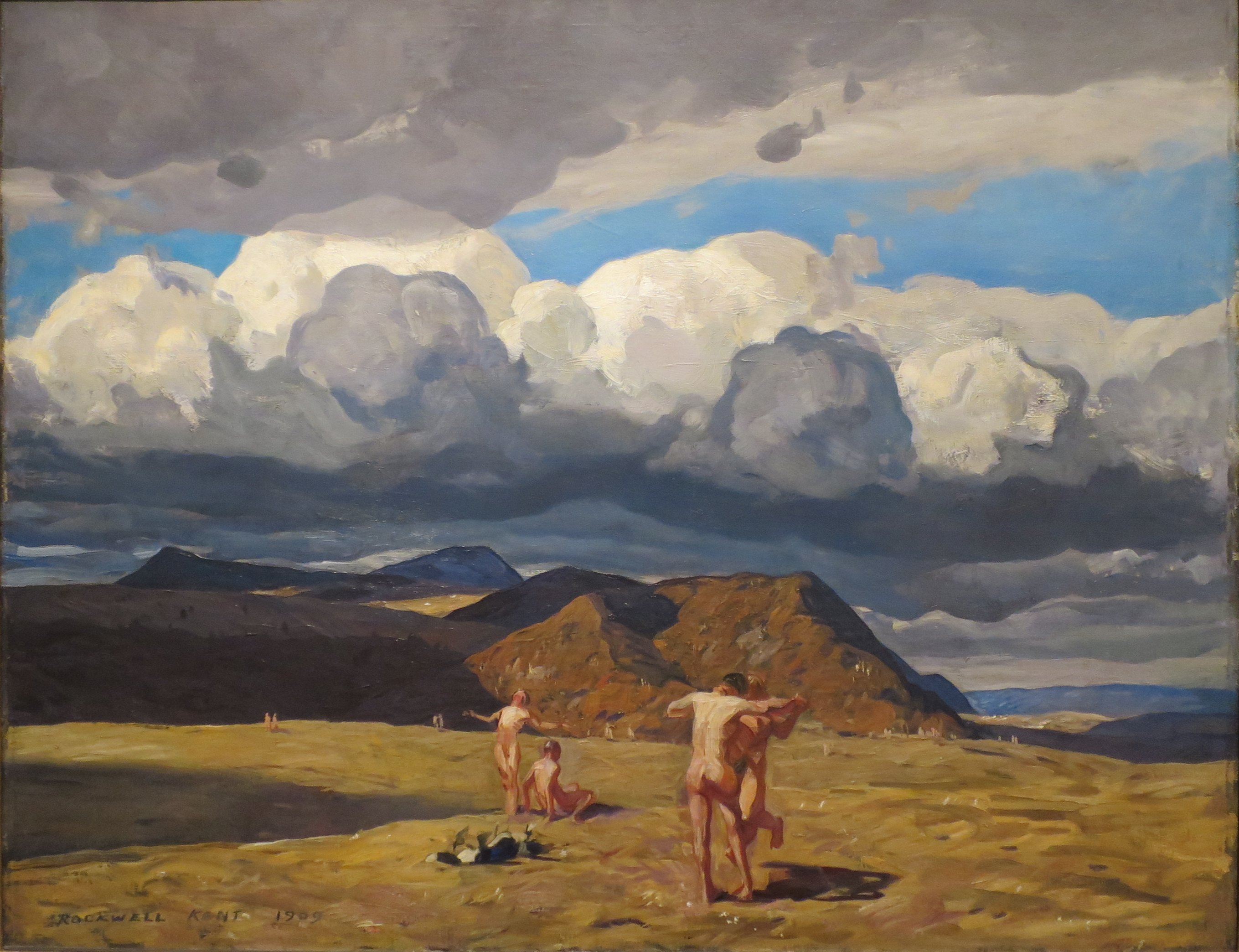
ロックウェル・ ケント Men and Mountains, 1909
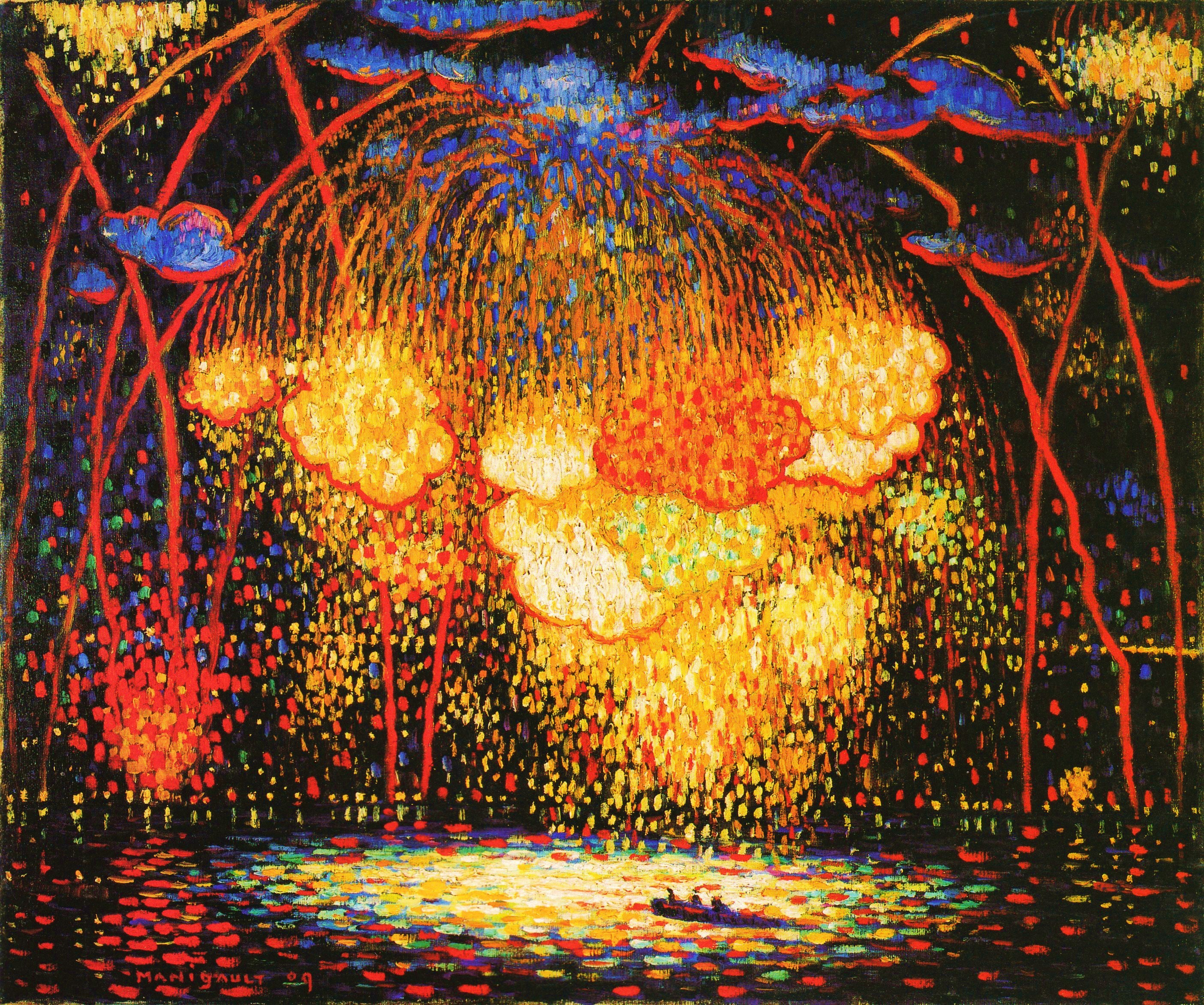
エドワード・ミドルトン・マニゴールト The Rocket, 1909
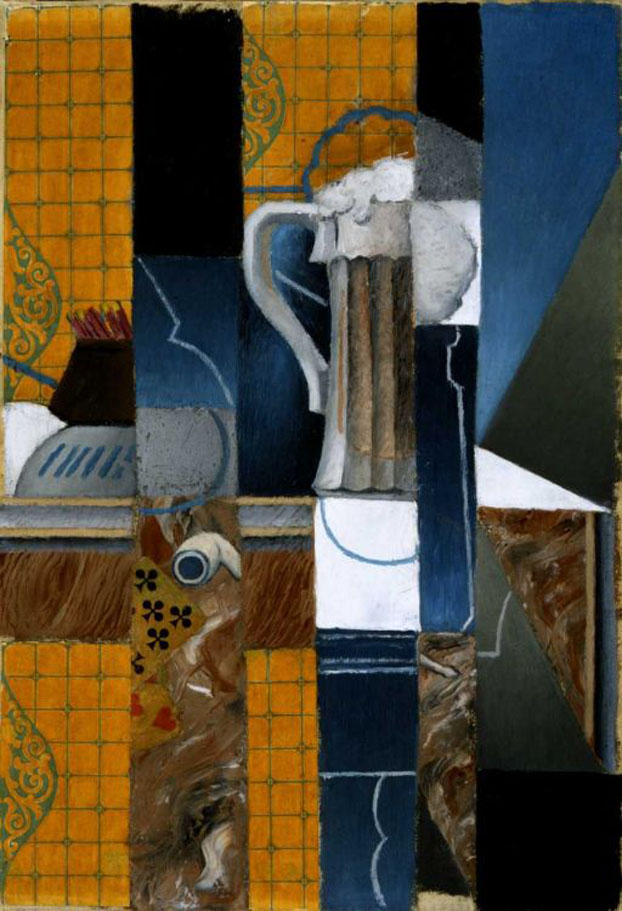
フアン・グリス Glass of Beer and Playing Cards, 1914
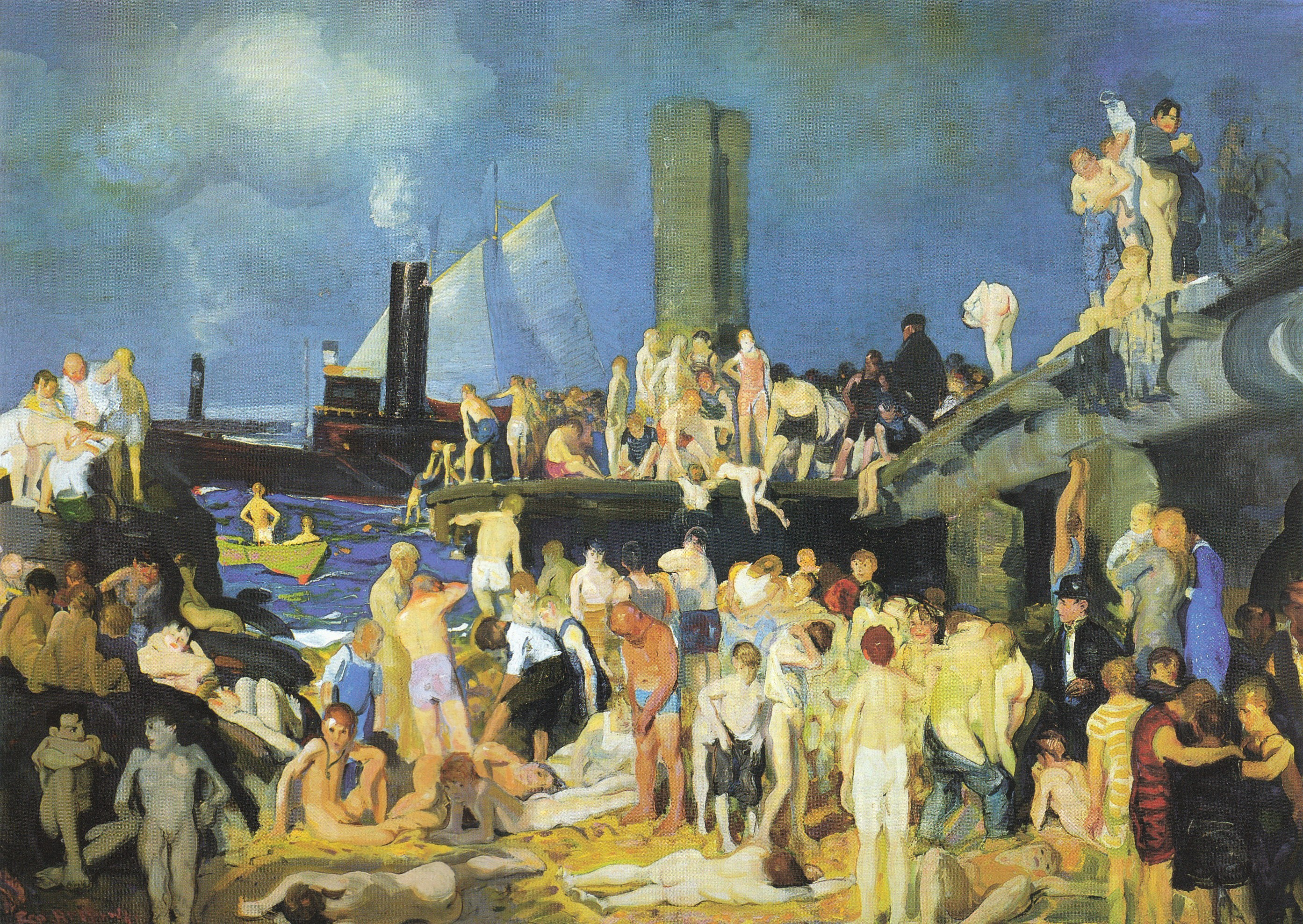
ジョージ・ベローズ Riverfront No. 1, 1915
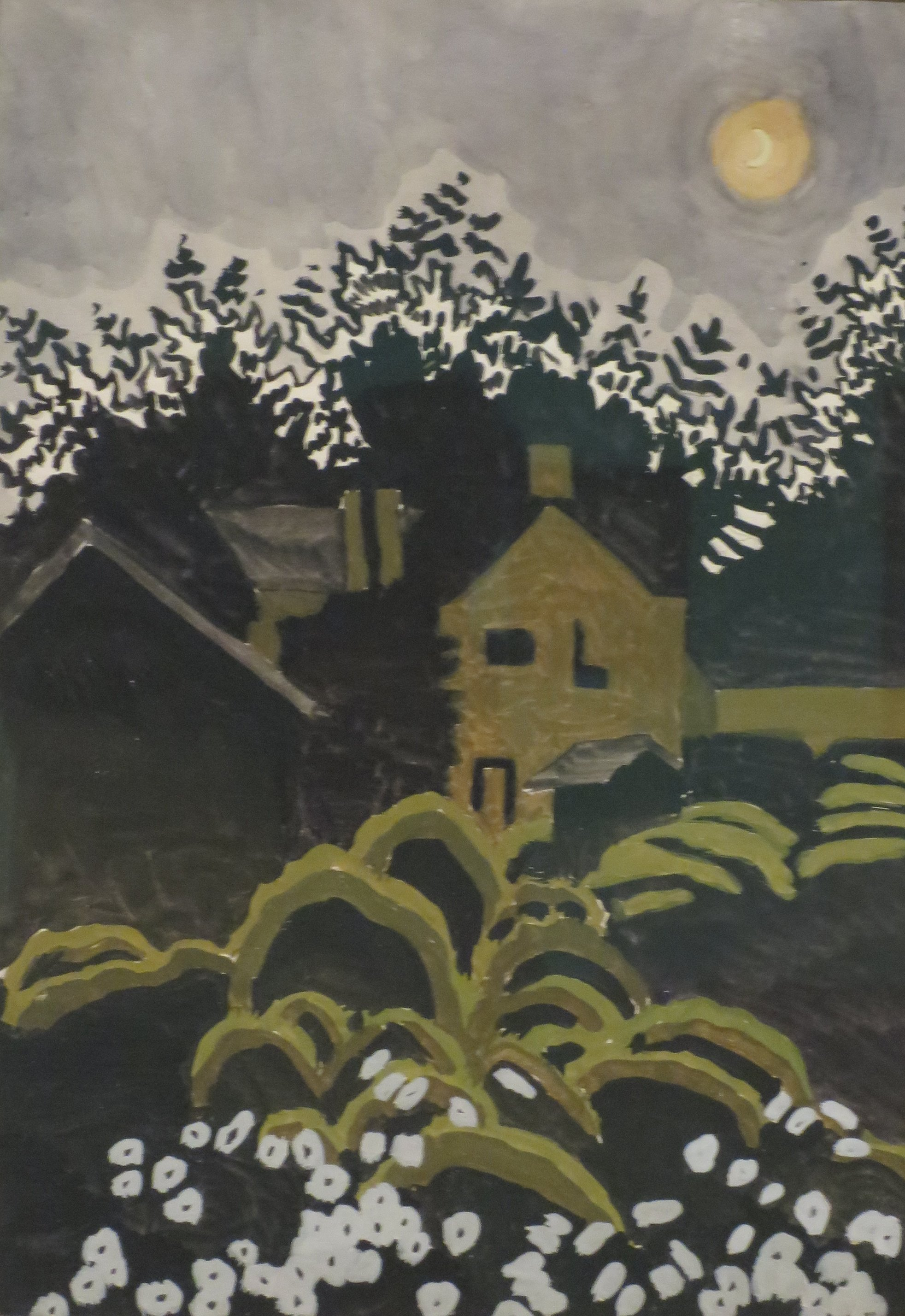
Charles E. Burchfield Twilight Moon, 1916
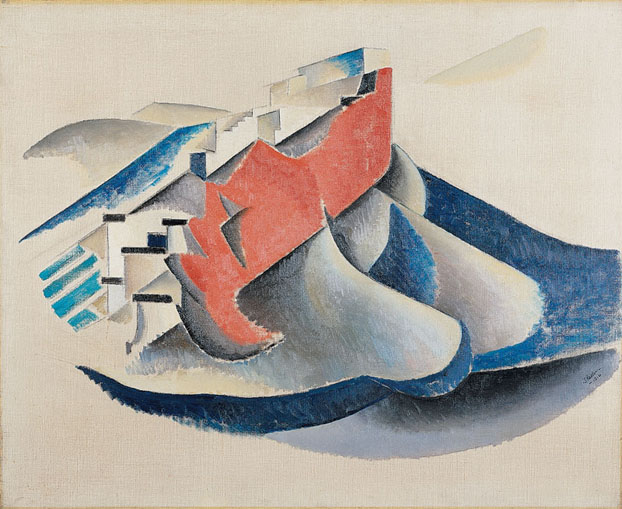
チャールズ・シーラー Lhasa, 1916
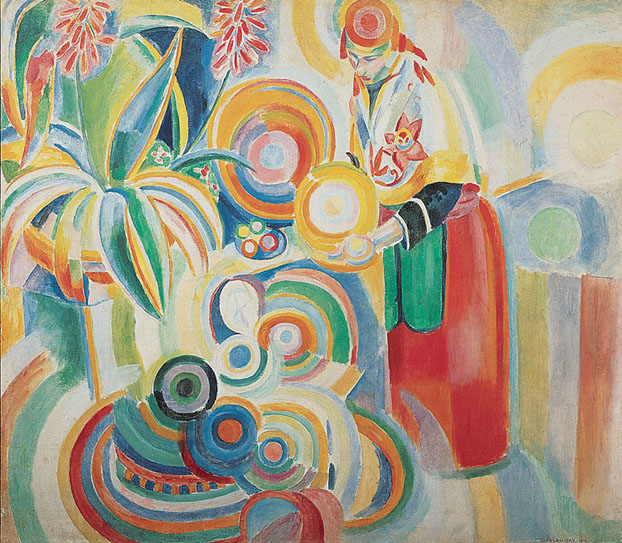
ロベール・ドローネー Portuguese Woman, Oil on canvas, 1916
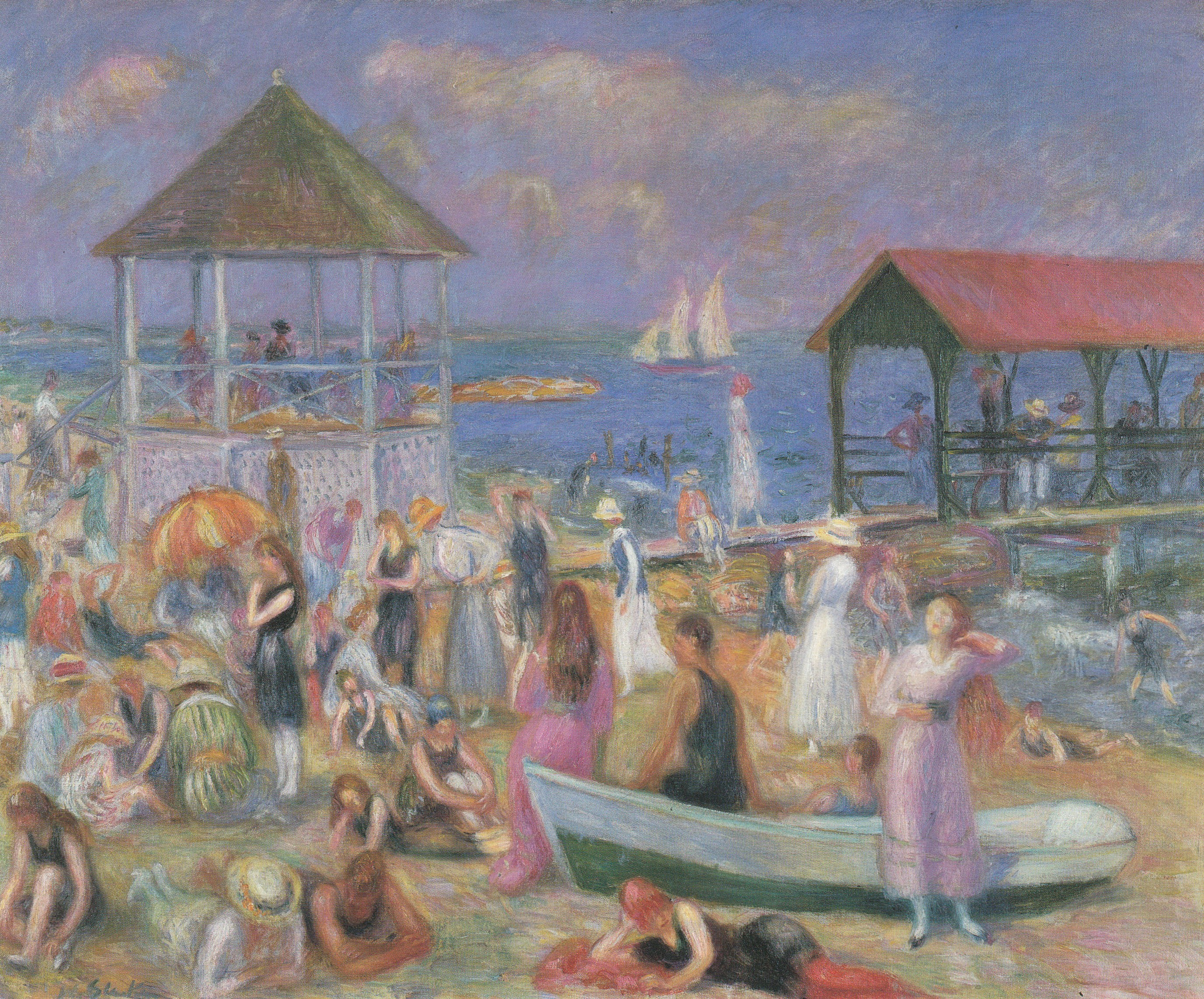
ウィリアム・グラッケンズ Beach Scene, New London," 1918
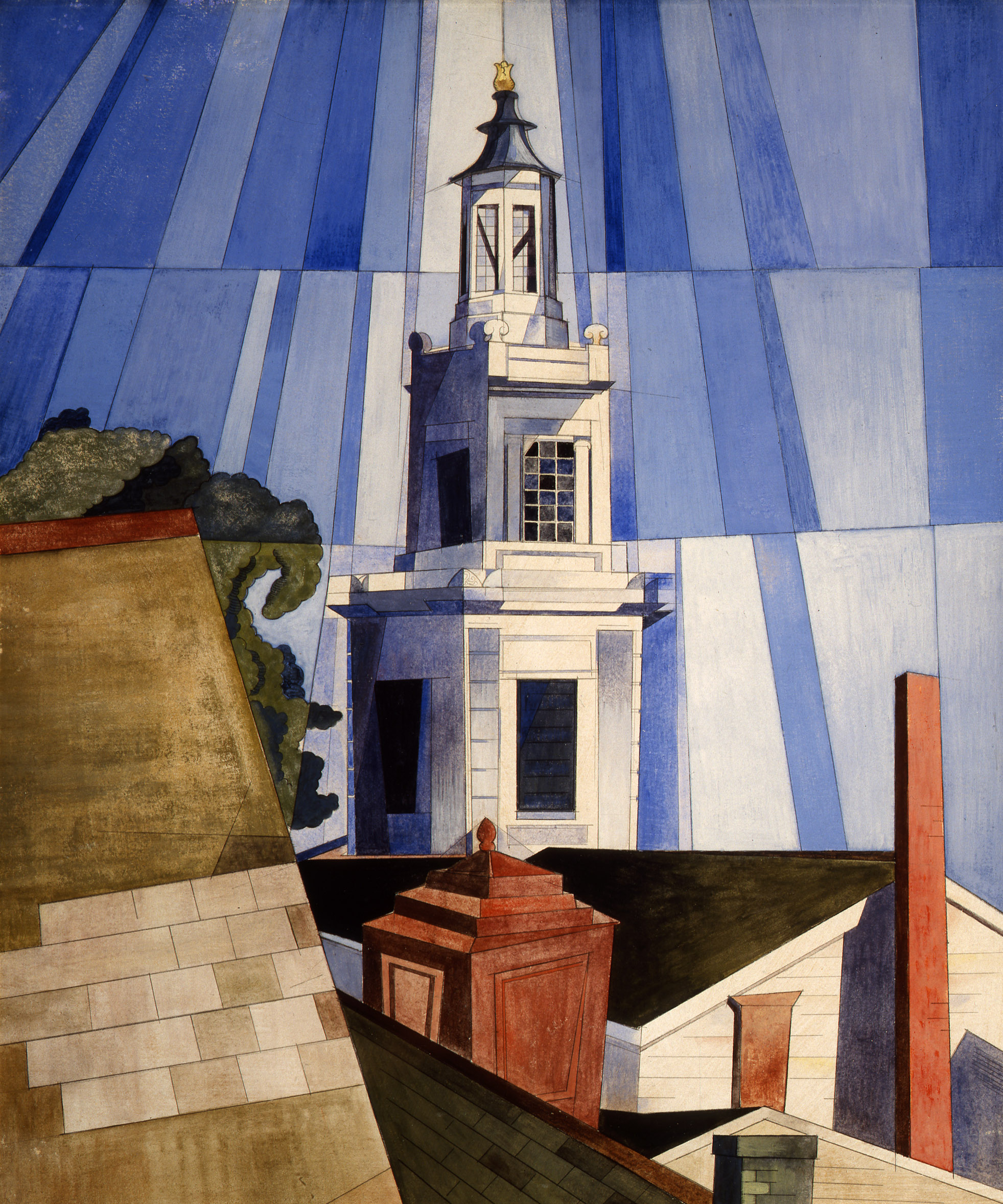
チャールズ・デムス The Tower, 1920